# Wehe, wenn sie losgelassen (1926)
Wehe, wenn sie losgelassen ist eine deutsche Stummfilmkomödie aus dem Jahre 1926 von Carl Froelich mit Henny Porten und Bruno Kastner in den Hauptrollen.

## Handlung
Cäcilie Angerapp ist zwar glücklich mit dem Kaufmann Arved Angerapp verheiratet, fühlt sich aber mit ihrem von Luxus und einem schönen Heim bestimmten Leben nicht ausgefüllt. Cäcilie glaubt, sie sei eindeutig zu Höherem berufen und möchte sich in allen möglichen Künsten ausleben. Ihr kleiner Hausfreund, der pfiffige Ali Ben Mokka, der Cäcilie in ihren Flausen auch noch bestärkt, soll dabei helfen, ihrem Dasein einen neuen Kick zu geben. Gatte Arved hält angesichts solcher „Spinnereien“, wie er es nennt, nur Hohn und Spott für sie bereit und hofft, dass diese Phase rasch vorübergeht. Jetzt fühlt sich Cäcilie erst recht herausgefordert. Doch was immer Cäcilie anstellt, sie scheitert auf ganzer Linie. Selbst ihr Versuch, als Filmschauspielerin zu reüssieren, wird zum Fiasko.
Da benützt sie ihre Ähnlichkeit mit einer einfachen Dienstmagd, um es ihrem lachenden Gatten heimzuzahlen. Cäcilie verkleidet sich wie diese Frau und nimmt eine Anstellung im eigenen Haus an, um ihren Gatten zu foppen. Doch Arved ist nicht so leicht auszutricksen, sein Spott über seine Frau hat ihn nicht blind gemacht, und er merkt, was seine in starker Verkleidung daheim schuftende Gattin vorhat. Er überlegt sich sogar die eine oder andere freche Lektion, die er ihr gern erteilen kann. Von ihren Ausbruchsversuchen „geheilt“, kehrt Cäcilie Angerapp schließlich reumütig als sie selbst zu Gatte, Heim und Herd zurück.

## Produktionsnotizen
Wehe, wenn sie losgelassen entstand im Februar und März 1926 in den Efa-Filmstudios, passierte die Filmzensur am 5. Mai desselben Jahres und wurde noch im selben Monat in Berlins UFA-Palast am Zoo uraufgeführt. Der für die Jugend freigegebene Sechsakter besaß eine Länge von 2405 Meter.
Die Filmbauten gestaltete Franz Schroedter.

## Kritik
In Die Stunde ist über Henny Porten zu lesen: „In diesem Film greift sie auf einen ihrer stärksten Erfolge – „Kohlhiesels Töchter“ – zurück und erzielt mit der Verkörperung der ungemein schwierigen Doppelrolle, Dame der Gesellschaft – Trampel, eine Höchstleistung subtilster Darstellungskunst.“
Die Bühne urteilte: „Henny Porten spielt mit köstlichem Humor die schwere Doppelrolle. Bruno Kastner und Curt Bois sind ihre liebenswürdigen und humorvollen Gegenspieler“.